# Mühlau (Germania)
Mühlau è un comune di 2.290 abitanti della Sassonia, in Germania.
Appartiene al circondario (Landkreis) della Sassonia centrale (targa FG) ed è parte della comunità amministrativa (Verwaltungsgemeinschaft) di Burgstädt.